# Igreja de São Vicente de Paulo (Manhattan)
Igreja de São Vicente de Paulo foi uma igreja católica localizada em Manhattan, em Nova Iorque vinculada à Arquidiocese de Nova Iorque fundada no ano de 1841, visando atender os imigrantes franceses nos Estados Unidos, portanto as missas e celebrações eram realizadas em francês.
Operante por mais de 170 anos, a igreja paroquial foi fechada em janeiro de 2013.

## História

### Origem
Com o processo histórico da Revolução Francesa, o Estado francês passou pro um processo de laicização, buscando diminuir a influência religiosa na organização estatal francesa instituindo os valores de democracias liberais e dos princípios iluministas presentes nos ideários da Revolução.
Anterior ao processo revolucionário, o catolicismo era a religião oficial do Estado francês, porém com o processo revolucionário o status quo da Igreja passou a ser questionado pelos revolucionários. Pautas de costumes avançaram na sociedade à contragosto dos valores católicos, como a aprovação do divórcio em 1792, durante a Assembleia Nacional Legislativa. Para além das pautas de costumes, a Igreja detentora de grandes propriedades na França, teve parte  apropriadas pelo Estado francês, especialmente em áreas rurais.
Em declínio, a resposta católica foi um processo de novo processo de evangelização da sociedade francesa. Em 1808, o bispo Jean-Baptiste Rauzan fundou em Lyon a ordem Padres da Misericórdia, onde formaram-se grupos de padres católicos que iam de porta em porta, se necessário, para convidar as pessoas para as missões paroquiais que pregariam, buscando recuperar a credibilidade da Igreja muito afetada pelo processo revolucionário.
Com essa expertise acumulada no processo de evangelização após a Revolução Francesa, vários bispos católicos dos Estados Unidos convidaram os membros dos Padres da Misericórdia a vir como missionários para a nação, então um vasto território de missão. Em outubro de 1839, um dos fundadores da Sociedade, Charles Auguste Marie Joseph, Conde de Forbin-Janson, o bispo exilado de Nancy na França, chegou à cidade de Nova Iorque para iniciar uma viagem nacional de pregação para a qual havia sido autorizado pelo Papa Gregório XVI. Não encontrando um local de culto para o povo francófono da cidade, ele soube que a população francófona estava começando a frequentar os cultos nas igrejas protestantes huguenotes, pois eram realizados em francês. Em seu sermão em francês em uma missa que celebrou na Igreja de São Pedro, em Manhattan, ele desafiou a comunidade católica francesa da cidade a estabelecer uma igreja de língua francesa. Para ajudar na empreitada, ele contribuiu com 6.500 dólares de sua vasta fortuna para iniciar a construção da igreja.
A propriedade foi adquirida na esquina noroeste da Canal Street com a Broadway. Forbin-Janson voltou à cidade em várias ocasiões durante sua missão para verificar o andamento da construção. Enquanto isso, com a ajuda de outra doação significativa de seus fundos pessoais, os Padres da Misericórdia adquiriram o recém-fundado Spring Hill College da Diocese de Mobile, no Alabama. Com isso, Os Padres de Misericórdia estabeleceram-se nos Estados Unidos.

### A paróquia

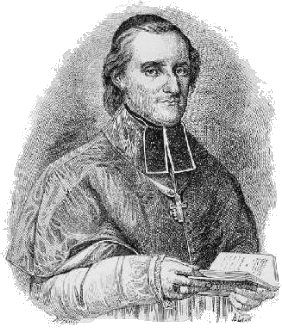
Bispo Charles Forbin-Janson, fundador da paróquia.

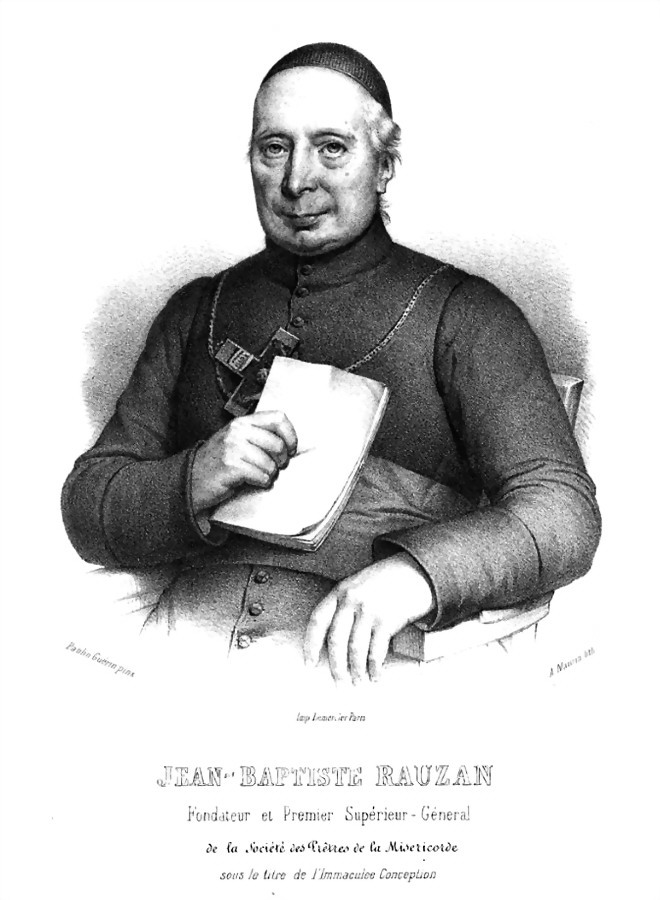
Jean-Baptiste Rauzan, fundador do Padres da Misericórdia.

Dois anos depois, John Hughes, arcebispo de Nova Iorque, convidou estes padres a virem do Alabama à sua diocese para servir os imigrantes de língua francesa que afluíam à cidade, na igreja construída pelo bispo francês. A paróquia foi inaugurada no ano de 1841, com a igreja sendo dedicada por Forbin-Janson antes de ele voltar para a França em 8 de dezembro daquele ano. Hughes nomeou Annet Lafont como primeiro presbítero da paróquia.
Para além de seus deveres paroquiais, Lafont fundou o Orfanato de São Vicente de Paulo, com sedes na cidade de Nova York e Tarrytown, bem como lares para idosos e residências para jovens solteiras que vinham à cidade em busca de trabalho. Também era um forte defensor dos direitos da comunidade afro-americana da cidade, que sofria discriminação até das poucas igrejas católicas então abertas. Os serviços da Igreja de São Vicente de Paulo foram integrados desde o início, assim como a escola paroquial, a primeira na Região Norte a ensinar os alunos independentemente da etnia.
Quando as famílias europeias ameaçaram retirar seus filhos da escola como resultado de suas políticas, Lafont trouxe as crianças negras para sua própria residência para ensiná-las ele mesmo. Nisso teve o apoio financeiro de Pierre Toussaint. Ele era um nativo do Haiti que foi trazido para os Estados Unidos como escravo e acumulou uma grande fortuna como cabeleireiro. Ele usou sua fortuna para educação e filantropia, e agora está sendo considerado para canonização pela Igreja Católica. Lafont também organizou a St. Ann Society, a primeira missão para afro-americanos em Nova Iorque. Por meio da sociedade, as famílias recebiam aulas semanais de instrução religiosa no porão da igreja.

### Chelsea
Por volta de 1856, a paróquia tomou a decisão de se mudar para o bairro Chelsea da cidade, onde muitos residentes franceses se estabeleceram, atraídos pelo desenvolvimento da industrialização da área. A propriedade foi adquirida pela Igreja e o engenheiro Henry Engelbert foi contratado para construir uma nova igreja. A construção foi interrompida pela Guerra de Secessão, mas a nova igreja foi concluída e inaugurada em 1869. A presença da igreja ajudou a estabelecer o bairro como um polo da presença francesa na cidade, atraindo várias instituições para a área, como como o antigo Hospital Francês.
Após a Primeira Guerra Mundial, o Memorial aos Veteranos Franceses e Americanos foi construído na igreja em memória dos membros da Esquadrilha Lafayette e outros americanos que morreram lutando pela França.
No dia 6 de junho de 1944, no Dia D, mais de mil exilados franceses e soldados franceses compareceram à missa do meio-dia na Igreja de São Vicente de Paulo em Nova York para rezar pela vitória enquanto as tropas aliadas iniciavam a libertação da França da ocupação nazista. A igreja foi reinaugurada após a Segunda Guerra Mundial, com a presença do presidente francês, Charles de Gaulle.

### Anos posteriores e fechamento

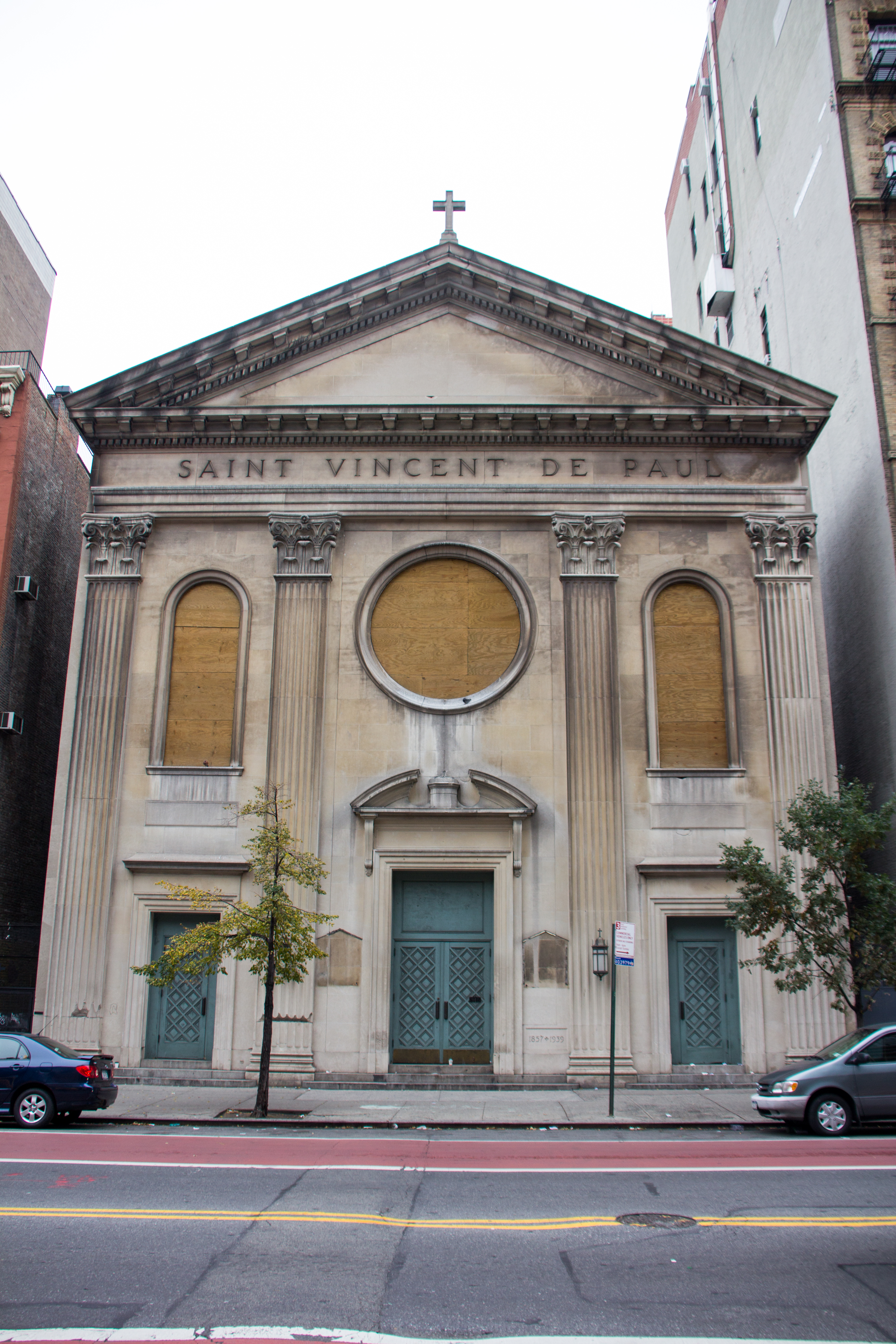
A fachada da igreja em 2017.

Os Padres da Misericórdia retiraram-se da paróquia em 1960, transferindo a administração para a Arquidiocese de Nova York. A paróquia manteve uma missa semanal realizada em francês desde a sua fundação, atendendo a uma série de imigrantes na cidade de vários países de língua francesa do mundo, representando cerca de sessenta e cinco nações. Desde o final do século XX, a maioria desses imigrantes vem de nações da África Ocidental.
No ano de 2007, a Arquidiocese de Nova York, iniciou sinalizações de interesse em fechar a paróquia.
Na contramão dos interesses da arquidiocese, em 2006, preservacionistas e outros que desejavam preservar a igreja solicitaram o tombamento para o prédio da igreja, procurando preservar a memória do local. Foi fundado um grupo sem fins lucrativos chamado Save St. Vincent de Paul. O movimento recebeu o apoio do presidente francês Nicolas Sarkozy, que escreveu diretamente ao cardeal Timothy Michael Dolan, arcebispo de Nova York, e a Michael Bloomberg, prefeito da cidade de Nova Iorque, para expressar o interesse do governo francês em preservar a igreja. O deputado democrata Richard N. Gottfried apoiou publicamente o pedido. No entanto, em 2012, o órgão de preservação patrimonial de Nova Iorque, determinou que o pedido não merecia uma audiência pública formal, com uma porta-voz dizendo: "Nossa decisão de não recomendar sua designação para toda a comissão foi baseada em uma análise cuidadosa da arquitetura do edifício. e qualidades históricas. Descobrimos que a fachada existente, uma fachada neoclássica que substituiu a fachada original do Renascimento românico em 1939, foi projetada por um arquiteto pouco conhecido e carecia de distinção arquitetônica".
Em agosto de 2011, o Furacão Irene atingiu o telhado da igreja; por causa do fechamento planejado, a Arquidiocese de Nova York não reparou os danos à igreja, levando a um renovado impulso preservacionista. A igreja fechou em 2013, embora ex-paroquianos, muitos francófonos, mantenham um anexo ao prédio da igreja.
Os paroquianos contestaram sem sucesso a decisão da Arquidiocese de Nova York de fechar a igreja por meio do sistema de direito canônico da Igreja Católica. Em janeiro de 2016, o Supremo Tribunal da Assinatura Apostólica, o mais alto tribunal do Vaticano, emitiu sua decisão final recusando-se a considerar o recurso dos paroquianos.
A igreja sofreu danos em um bombardeio na 23rd Street em setembro de 2016; "seu vitral central em forma de rosa foi estourado e dois outros painéis de vitrais foram danificados" na explosão. O prédio foi vendido em novembro de 2016.

## Eventos notáveis
A Paróquia de São Vicente de Paulo serviu como um centro da cultura francesa desde a sua fundação. Além de fornecer serviços sociais para imigrantes da Europa e da África, foi um notável centro cultural para o mundo francófono. Exemplos são:
- A missa fúnebre do famoso cantor de ópera francês Armand Castelmary (1834-1897), falecido no palco do Metropolitan Opera House em 10 de fevereiro de 1897;[36]
- O funeral de Louis Keller, editor do New York Social Register, em fevereiro de 1922;[37]
- O casamento de Édith Piaf, que contou com Marlene Dietrich como sua dama de honra, em 20 de setembro de 1952.[38][39]